# قبل الغروب (فلم)
قبل الغروب هو فيلم دراما رومانسي تم إنتاجه عام 2004 وهو فيلم تابع لفيلم قبل الشروق والذي أنتج 1995، من قبل نفس المخرج ريتشارد لينكليتر، وبطولة إيثان هوك وجولي دلبي.
تلقى افيلم إشادة واسعة من النقاد، وترشح لجائزة الاوسكار لأفضل سيناريو مقتبس.

## ملخص القصة
ثمانية سنوات مضت منذ احداث قبل الشروق عندما التقى جيسي وسيلين في فيينا. منذ ذلك الحين كتب جيسي رواية بعنوان هذه المرة مستوحاة من الوقت الذي امضاه مع سيلين، واصبح الكتاب من أفضل الكتب مبيعاً في أمريكا. من اجل الترويج للكتاب في أوروبا، يقوم جيسي بجولة ترويجية لكتابه. آخر محطة في الجولة هي باريس، ويقوم جيسي بقراءة من روايته في إحدى المكتبات. بينما يتكلم جيسي مع الحاضرين، تظهر بعض الذكريات القديمة عنه وعن سيلين أثناء لقائهما في فيينا; تلك الذكريات عن ليلتهما معاً لا زالت واضحة لديه بالرغم من مرور 8 سنوات. ثلاثة صحفيين موجودين في المكتبة، يحاورون جيسي: صحفي رومنسي مقتنع بأن الشخصيتان الرئيسيتين في الرواية يلتقيان مرة أخرى، متشائم مقتنع بأنهم لا يلتقيا، والثالث بالرغم من من انه يريد أن يلتقيا، لكنه يبقى متشككاً حول لقائهما مرة أخرى. بينما يتحدث مع الحاضرين يجول بعيناه إلى جانبه، وهو بالكاد يصدق ما يراه امامه: إنها سيلين تبتسم له.

## الاستقبال النقدي
تلقى الفيلم مراجعات عالمية من النقاد حيث حصل على نسبة 95% على موقع الطماطم الفاسدة بناء 159 مراجعة.
ظهر الفيلم في 28 قائمة مختلفة لأفضل الافلام في 2004. حصل الفيلم على المرتبة 28 في قائمة موقع ميتاكريتيك لأفضل الافلام خلال عقد (09-2000).

## اقرأ أيضًا
- الجزء الأول من الفيلم: قبل الشروق
- الجزء الثالث من الفيلم:قبل منتصف الليل

## وصلات خارجية
- مقالات تستعمل روابط فنية بلا صلة مع ويكي بيانات
- بيتر برادشو، مراجعة من صحيفة The Guardian, 23 July 2004.
- فيليب فرينش, «إعادة لقاء قصير». The Observer, 25 July 2004.